# Saint-Germain-du-Plain
Saint-Germain-du-Plain is een gemeente in het Franse departement Saône-et-Loire (regio Bourgogne-Franche-Comté). De plaats maakt deel uit van het arrondissement Chalon-sur-Saône. Saint-Germain-du-Plain telde op 1 januari 2022 2.346 inwoners.

## Geografie
De oppervlakte van Saint-Germain-du-Plain bedroeg op 1 januari 2022 19,31 vierkante kilometer; de bevolkingsdichtheid was toen 121,5 inwoners per km².

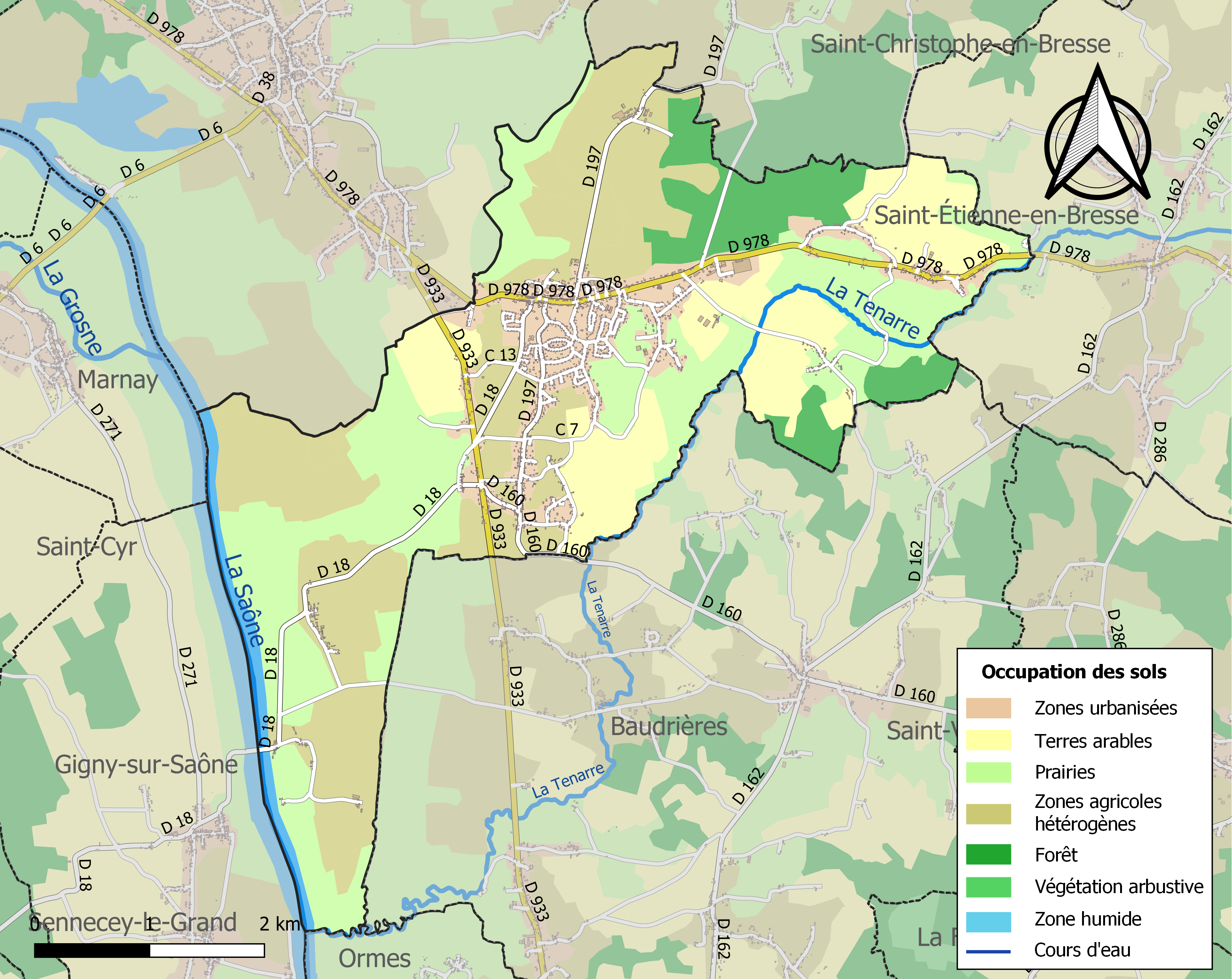
Kaart van de gemeente met de belangrijkste infrastructuur, bodemgebruik en omliggende gemeenten

## Demografie
Onderstaande figuur toont het verloop van het inwonertal (bron: INSEE-tellingen).